# NGC 703
NGC 703 (другие обозначения — UGC 1346, MCG +6-5-29, CGCG 522-37, PGC 6957) — галактика в созвездии Андромеда. Открыта Уильямом Гершелем в 1786 году. Описание Дрейера: «очень тусклый, очень маленький объект круглой формы, первый из четырёх», причём под другими три объектами подразумевались NGC 704, NGC 705 и NGC 708.
Этот объект входит в число перечисленных в оригинальной редакции «Нового общего каталога».
Галактика NGC 703 входит в состав группы галактик NGC 669. Помимо NGC 703 в группу также входят ещё 34 галактик.